# Arizona Army National Guard
L'Arizona Army National Guard è una componente della Riserva militare dell'Arizona National Guard, inquadrata sotto la U.S. National Guard. Il suo quartier generale è situato presso la città di Phoenix.

## Organizzazione
Dal 2024, sono attivi i seguenti reparti :

### Joint Forces Headquarters
- JFHQ, Army Element
- 91st Civil Support Team
- 123rd Mobile Public Affairs Detachment - Phoenix

### 158th Maneuver Enhancement Brigade
- Headquarters & Service Company - Phoenix
- 365th Signal Company - Phoenix
- 253rd Engineer Battalion
  -  Headquarters & Headquarters Company - Florence
  -  Company A (Forward Support) - Florence
  - 257th Engineer Fire Fighting Team - Phoenix
  -  258th Engineer Company (-) (Horizontal Construction) - Phoenix
  - 259th Engineer Platoon (Quarry) - Phoenix
    - Detachment 1 - Safford

  - 262nd Engineer Detachment (Asphalt)
  - 263rd Engineer Detachment (Concrete)
  -  810th Engineer Company (Sapper)
- 1st Battalion, 158th Infantry Regiment - Sotto il controllo operativo della 29th Infantry Brigade Combat Team, Hawaii Army National Guard
  -  Headquarters & Headquarters Company (-) - Phoenix
    - Detachment 1, HHC, 1st Battalion, 487th Field Artillery Regiment

  -  Company A - Tucson
  -  Company B - Florence
  -  Company C - Prescott
  -  Company D (Weapons) - Buckeye
  -   Company G (Forward Support), 29th Brigade Support Battalion - Mesa

### 198th Regional Support Group
- Headquarters & Headquarters Company  - Phoenix
- 153rd Combat Sustainment Support Battalion
  -  Headquarters & Headquarters Company
  - 159th Finance Management Support Detachment - Phoenix
  -  996th Area Support Medical Company - Tempe
  -  1348th Support Maintenance Company
  - 905th Quartermaster Platoon
- 158th Combat Sustainment Support Battalion
  -  Headquarters & Headquarters Company - Tucson
  - 160th Finance Management Support Detachment - Phoenix
  -  3666th Support Maintenance Company
  - 913th Quartermaster Detachment (Field Feeding)
  -  Company A, 422nd Expeditionary Signal Battalion - Casa Grande
  - 108th Army Band

### 48th Explosive Ordnance Disposal Group
- Headquarters & Headquarters Company - Phoenix
- 157th Ordnance Battalion
  - Headquarters & Headquarters Detachment - Phoenix
  -  361st Explosive Ordnance Disposal Company
  -  362nd Explosive Ordnance Disposal Company - Glendale
  -  363rd Explosive Ordnance Disposal Company - Coolidge
- 850th Military Police Battalion
  - Headquarters & Headquarters Detachment - Phoenix
  -  855th Military Police Company - Phoenix
  -  856th Military Police Company (-) 
    - Detachment 1 - Prescott

  -   860th Military Police Company - Tucson

### 98th Aviation Troop Command
- Headquarters & Headquarters Company - Phoenix
- Army Aviation Facility #1 - Papago Park Military Reservation, Phoenix
- Army Aviation Facility #2 - Marana
- 2nd Battalion, 285th Aviation Regiment (Assault Helicopter) - Sotto il controllo operativo della 77th Expeditionary Aviation Brigade, Arkansas Army National Guard
  -  Headquarters & Headquarters Company (-) - Phoenix
  -  Company A - Equipaggiata con 6 UH-60M 
  -  Company B - Equipaggiata con 6 UH-60M 
  - Company C - North Dakota Army National Guard
  -  Company D (-) (AVUM)
  -  Company E (-) (Forward Support)
- Company F (ATS), 1st Battalion, 168th Aviation Regiment (General Support) - Phoenix
  - Detachment 5, Company E (Forward Support), 1st Battalion, 168th Aviation Regiment (General Support)
- Detachment 1, Company C (MEDEVAC), 2nd Battalion, 149th Aviation Regiment (General Support) - Marana - Equipaggiato con 4 HH-60M 
  - Detachment 4, Company D (AVUM), 2nd Battalion, 149th Aviation Regiment (General Support)
  - Detachment 4, Company E (Forward Support), 2nd Battalion, 149th Aviation Regiment (General Support)
- Detachment 2, Company C (MEDEVAC), 2nd Battalion, 149th Aviation Regiment (General Support) - Phoenix - Equipaggiato con 4 HH-60M 
  - Detachment 5, Company D (AVUM), 2nd Battalion, 149th Aviation Regiment (General Support)
  - Detachment 5, Company E (Forward Support), 2nd Battalion, 149th Aviation Regiment (General Support)
- Company B (-), 3rd Battalion, 140th Aviation Regiment (Service & Support) - Marana - Equipaggiato con 4 UH-72A
- Detachment 4, Company A, 2nd Battalion, 641st Aviation Regiment (Theater) - Phoenix - Equipaggiato con 1 C-26
- Detachment 31, Operational Support Airlift Command
- Detachment 1, Company B (-) (AVIM), 640th Aviation Support Battalion - Marana
- TUAS Detachment, Company D (Military Intelligence), 227th Brigade Engineer Battalion, 29th Infantry Brigade Combat Team, Hawaii Army National Guard - Fort Huachuca
- 260th Engineer Fire Fighting Team - Florence
- 1120th Transportation Battalion
  -  Headquarters & Headquarters Company - Glendale
  -  1404th Transportation Company (-) (PLS) - Bellemont
    - Detachment 1 - Show Low

  -  2220th Transportation Company (-) (Medium Truck, Cargo, Corps)- Tucson
    - Detachment 1 - Douglas

  -  222nd Transportation Company (-) (Medium Truck, Cargo, EAC) - Chandler
    - Detachment 1 - Flagstaff

### Arizona Training Center - Camp Navajo
- Headquarters & Headquarters Company - Bellemont

### Western Army Aviation Training Site (WAATS) - Marana
Effettua corsi di addestramento per la qualifica di pilota e di istruttore per gli UH-60 e gli UH-72A.
Equipaggiata con 24 UH-60A/L , 14 UH-72A  e 2 OH-58C